# Caroline Kumahara
Caroline Aiko Kumahara (* 27. Juni 1995 in São Paulo) ist eine brasilianische Tischtennisspielerin mit japanischen Wurzeln. Sie nahm 2012 an den Olympischen Spielen teil.

## Übersicht
Kumahara trat 2012 erstmals international auf und konnte beim Interkontinental Cup die Goldmedaille gewinnen. Wegen guter Leistungen wurde sie für die Olympischen Spiele 2016 in Rio de Janeiro nominiert, wo sie in der Qualifikationsrunde unter anderem auf Yasmin Hassan Farah traf. Diese konnte sie klar mit 4-0 in die Schranken weisen, zweimal blieb sie sogar ohne Punktverlust. Im darauffolgenden Turnier musste sie sich dann jedoch Cornelia Molnar geschlagen geben. Beim Volkswagen Cup im selben Jahr unterlag sie Ariel Hsing nach 2-0 Satzführung.
2013 folgten weitere Auftritte, als sie bei den Spanish Open Bronze holen konnte. Zudem nahm sie an der Weltmeisterschaft in Paris teil, schied aber als Außenseiterin in der Qualifikation aus. 2014 konnte Kumahara sich als erste Spielerin überhaupt für den World Cup qualifizieren, scheiterte jedoch nach Niederlagen gegen die Deutsche Wu Jiaduo und Lily Zhang in der Gruppenphase aus.
Bei den Lateinamerikameisterschaften holte sie Bronze im Einzel sowie Bronze mit der Mannschaft. 2015 nahm sie erneut am World Cup teil und traf unter anderem auf Petrissa Solja, die später Dritte wurde. Die Brasilianerin beendete das Turnier erneut mit Niederlagen in der Qualifikation. Beim Lateinamerikacup und den Panamerican Games kam sie im Einzel jeweils auf den dritten Platz. 2016 holte sie wieder den Titel bei der Lateinamerikameisterschaft und trat dann zunehmend weniger in Erscheinung.
In der Saison 2020/21 spielte Kumahara beim spanischen Erstligisten Real Club Tenis de Mesa Linares und beim italienischen Club Tennistavolo Norbella. 2021 wechselte sie in die deutsche Bundesliga zum TTC Weinheim.

## Turnierergebnisse
| Verband | Veranstaltung                | Jahr | Ort            | Land | Einzel        | Doppel        | Mixed        | Team            |
| ------- | ---------------------------- | ---- | -------------- | ---- | ------------- | ------------- | ------------ | --------------- |
| BRA     | Weltmeisterschaft            | 2013 | Paris          | FRA  | Qual.         | letzte 64     | letzte 32    |                 |
| BRA     | Weltmeisterschaft            | 2014 | Tokio          | JPN  |               |               |              | 21.–26. Platz   |
| BRA     | Weltmeisterschaft            | 2015 | Suzhou         | CHN  | Qual.         | letzte 64     |              |                 |
| BRA     | Weltmeisterschaft            | 2016 | Kuala Lumpur   | MAS  |               |               |              | 26.–31. Platz   |
| BRA     | Weltmeisterschaft            | 2017 | Düsseldorf     | GER  | letzte 128    | Qual.         |              |                 |
| BRA     | Weltmeisterschaft            | 2018 | Halmstad       | SWE  |               |               |              | 21. – 26. Platz |
| BRA     | Olympische Spiele            | 2012 | London         | ENG  | letzte 64     |               |              | letzte 16       |
| BRA     | Panamerikanische Spiele      | 2015 | Toronto        | CAN  | Halbfinale    |               |              | Silber          |
| BRA     | Lateinamerikameisterschaften | 2012 | Rio de Janeiro | BRA  | Viertelfinale | Viertelfinale | letzte 16    | Gold            |
| BRA     | Lateinamerikameisterschaften | 2013 | San Salvador   | SLV  | Gold          | Viertelfinale | Gold         | Gold            |
| BRA     | Lateinamerikameisterschaften | 2014 | Santo Domingo  | DOM  | Halbfinale    | Halbfinale    | keine Teiln. | Gold            |
| BRA     | Lateinamerikameisterschaften | 2016 | San Juan       | PRI  | Halbfinale    | letzte 32     | letzte 16    | Gold            |
| BRA     | Lateinamerika Cup            | 2012 | San Jose       | USA  | Gold          |               |              |                 |
| BRA     | Lateinamerika Cup            | 2013 | Santo Domingo  | DOM  | Halbfinale    |               |              |                 |
| BRA     | Lateinamerika Cup            | 2014 | Asuncion       | PAR  | Gold          |               |              |                 |
| BRA     | Lateinamerika Cup            | 2015 | Havana         | CUB  | Gold          |               |              |                 |
| BRA     | ITTF Challenge Series        | 2017 | Peru           | CHI  | Gold          |               |              |                 |
| BRA     | ITTF World Tour              | 2018 | Panagyurishte  | BUL  | Qual.         | letzte 32     |              |                 |